# Amphion floridensis
Amphion floridensis is een vlinder uit de familie van de pijlstaarten (Sphingidae). De wetenschappelijke naam van de soort werd in 1920 gepubliceerd door Benjamin Preston Clark.